# One More Light Live
| Đánh giá chuyên môn | Đánh giá chuyên môn |
| Nguồn đánh giá      | Nguồn đánh giá      |
| Nguồn               | Đánh giá            |
| ------------------- | ------------------- |
| AllMusic            | [ 1 ]               |

One More Light Live là album tổng hợp đĩa CD trực tiếp thứ ba của ban nhạc rock Mỹ Linkin Park, được phát hành vào ngày 15 tháng 12 năm 2017.
Được thu âm tại châu Âu trong chuyến lưu diễn One More Light vào năm 2017 của ban nhạc, đây là đĩa phát hành đầu tiên kể từ cái chết của ca sĩ chính Chester Bennington.

## Hoàn cảnh
Linkin Park bắt đầu chuyến lưu diễn cho album của họ tại Buenos Aires, Argentina vào ngày 6 tháng 5 năm 2017 tại Lễ hội Maximus. Họ tiếp tục chơi thêm 3 buổi diễn nữa ở lượt tại Nam Mỹ trước khi quay trở lại Hoa Kỳ để chơi một số chương trình quảng cáo, bao gồm một buổi biểu diễn trên Jimmy Kimmel Live!.
Ban nhạc bắt đầu chuyến đi kéo dài một tháng đến châu Âu để chơi tổng cộng 16 buổi diễn. Chuyến lưu diễn Châu Âu bắt đầu tại Bretigny, Pháp vào ngày 9 tháng 6 năm 2017. Chuyến lưu diễn đã đưa ban nhạc đến nhiều lễ hội bao gồm Download Paris, Hellfest, Impact, Southside và hơn thế nữa. Linkin Park đã chơi nhiều buổi diễn liên tiếp ở London trước khi chuyến lưu diễn kết thúc ở Birmingham, Anh, nơi diễn ra buổi biểu diễn cuối cùng của Bennington với Linkin Park.
Ban nhạc được lên kế hoạch biểu diễn ở Manchester vào ngày hôm sau nhưng đã hủy bỏ buổi biểu diễn của họ do địa điểm vẫn bị hư hại sau vụ tấn công khủng bố tháng 5 năm 2017 xảy ra trong buổi hòa nhạc của Ariana Grande.
Vào ngày 20 tháng 7 năm 2017, Bennington đã chết do tự sát tại nhà của mình ở Palos Verdes Estates. Sau cái chết của ông, Linkin Park đã hủy bỏ phần còn lại của chuyến lưu diễn One More Light, từng dự định sẽ bắt đầu một tuần sau cái chết của Bennington.
Album trực tiếp ghi lại màn trình diễn của 16 bài hát mà Bennington đã trình diễn cùng Linkin Park trong chuyến lưu diễn của họ ở châu Âu.

## Danh sách bài hát
| STT              | Nhan đề                                | Thời lượng |
| ---------------- | -------------------------------------- | ---------- |
| 1.               | "Roads Untraveled / Talking to Myself" | 5:16       |
| 2.               | "Burn It Down"                         | 4:13       |
| 3.               | "Battle Symphony"                      | 3:45       |
| 4.               | "New Divide"                           | 4:30       |
| 5.               | "Invisible"                            | 4:30       |
| 6.               | "Nobody Can Save Me"                   | 3:59       |
| 7.               | "One More Light"                       | 4:19       |
| 8.               | "Crawling"                             | 3:29       |
| 9.               | "Leave Out All the Rest"               | 4:50       |
| 10.              | "Good Goodbye" (góp mặt Stormzy)       | 4:08       |
| 11.              | "What I've Done"                       | 4:33       |
| 12.              | "In the End"                           | 3:48       |
| 13.              | "Sharp Edges"                          | 4:47       |
| 14.              | "Numb"                                 | 3:50       |
| 15.              | "Heavy"                                | 2:58       |
| 16.              | "Bleed It Out"                         | 4:57       |
| Tổng thời lượng: | Tổng thời lượng:                       | 67:50      |

## Nhân sự
Linkin Park
- Chester Bennington - hát chính, guitar trong "Battle Symphony", "Nobody Can Save Me", và "Sharp Edges"; hát đệm trong "Invisible"
- Rob Bourdon - trống, bộ gõ
- Brad Delson - guitar chính; synthesizer trong "Burn It Down", guitar acoustic trong "Sharp Edges"
- Dave "Phoenix" Farrell - guitar bass, hát đệm; sampler trong "Good Goodbye"; guitar đệm trong "Leave Out All the Rest"
- Joe Hahn - bàn xoay, sampler, hát đệm
- Mike Shinoda - hát chính, đệm và rap; đàn organ, guitar đệm trong "Good Goodbye", "What I’m Done", "In the End" và "Bleed It Out"

Nhạc sĩ bổ sung
- Stormzy - giọng rap trong "Good Goodbye"

## Bảng xếp hạng
| Bảng xếp hạng (2017–18)                  | Vị trí cao nhất |
| ---------------------------------------- | --------------- |
| Album Úc (ARIA)                          | 20              |
| Album Áo (Ö3 Austria)                    | 11              |
| Album Bỉ (Ultratop Vlaanderen)           | 25              |
| Album Bỉ (Ultratop Wallonie)             | 45              |
| Album Canada (Billboard)                 | 29              |
| Album Pháp (SNEP)                        | 54              |
| Album Hà Lan (Album Top 100)             | 10              |
| Album Đức (Offizielle Top 100)           | 7               |
| Album Hungaria (MAHASZ)                  | 6               |
| New Zealand Albums (RMNZ)                | 32              |
| Album Ba Lan (ZPAV)                      | 28              |
| Album Bồ Đào Nha (AFP)                   | 15              |
| Album Scotland (OCC)                     | 40              |
| Album Thụy Sĩ (Schweizer Hitparade)      | 7               |
| Album Anh Quốc (OCC)                     | 32              |
| Album Anh Quốc Rock & Metal (OCC)        | 1               |
| Album Hoa Kỳ Top Alternative (Billboard) | 2               |
| Album Hoa Kỳ Billboard 200               | 28              |
| Album Hoa Kỳ Top Hard Rock (Billboard)   | 2               |
| Album Hoa Kỳ Top Rock (Billboard)        | 3               |

| Bảng xếp hạng (2018)               | Vị trí |
| ---------------------------------- | ------ |
| Belgian Albums (Ultratop Flanders) | 195    |
| Swiss Albums (Schweizer Hitparade) | 76     |